# محمد جدوع
محمد جدوع (انگلیسی: Mohammed Jadoua؛ زادهٔ ۱۸ سپتامبر ۱۹۹۹) یک ورزشکار است.